# Slatina (Tuzla, BiH)
Slatina je mjesna zajednica grada Tuzle.

## Zemljopisni položaj
Nalazi se sjeverno od rijeke Jale. Okružuju je Tušanj, Dragodol, Kicelj, Stari grad, Brdo i Mejdan.

## Stanovništvo
Spada u urbano područje općine Tuzle. U njoj je 31. prosinca 2006. godine prema statističkim procjenama živjelo 6.120 stanovnika u 2.040 domaćinstava.